# 区間外乗車
区間外乗車（くかんがいじょうしゃ）とは、JR線で特例とされるものの一つである。本特例に基づき、旅客は別運賃を要さずに当該区間を乗車することができるが、区間外乗車中は途中下車することはできない。
旅客営業規則に規定されている。

## 特定の分岐区間に対する区間外乗車
旅客営業規則第160条の2により、当該区間の区間外乗車をすることができる。
- 例：「大阪駅からJR難波駅まで（大阪環状線［今宮駅］関西本線経由）」の普通乗車券では、本特例に基づき、今宮駅と新今宮駅の間を区間外乗車することができる （改札を出ない限り折り返し乗車をしてもよい）。なお、先乗列車と後乗列車の両方が今宮駅に停車する場合でも可能。

本特例に基づき、区間外乗車ができる区間は次の区間である。
- 西日暮里駅以遠（田端駅方面）の各駅と三河島駅以遠（南千住駅方面）の各駅との相互間（日暮里駅・東京駅間）
  - ただし、定期券はグリーン定期券を除く定期券に限ることとし、日暮里駅から上野駅の在来線に乗車する場合に限る。
- 日暮里駅、鶯谷駅または西日暮里駅以遠（田端駅方面）もしくは三河島駅以遠（南千住駅方面）の各駅と、尾久駅との相互間（日暮里駅・上野駅間、鶯谷駅・上野駅間）
  - ただし、グリーン定期券を使用する場合を除く。
- 松島駅または愛宕駅以遠（品井沼駅方面）の各駅と高城町駅以遠（松島海岸駅または手樽駅方面）の各駅との相互間（塩釜駅・松島駅間）
- 西大井駅以遠（武蔵小杉駅方面）の各駅と品川駅以遠（高輪ゲートウェイ駅方面）の各駅との相互間（品川駅・大崎駅間）
- 横浜駅以遠（保土ケ谷駅または桜木町駅方面）の各駅と羽沢横浜国大駅との各駅相互間（鶴見駅・武蔵小杉駅間）
- 新川崎駅と羽沢横浜国大駅間との各駅相互間（新川崎駅・武蔵小杉駅間）
- 鶴見駅、新子安駅、東神奈川駅または川崎駅以遠（蒲田駅または尻手駅方面）、国道駅以遠（鶴見小野駅方面）もしくは大口駅以遠（菊名駅方面）の各駅と羽沢横浜国大駅との各駅相互間（鶴見駅・横浜駅間、新子安駅・横浜駅間、東神奈川駅・横浜駅間、鶴見駅・武蔵小杉駅間）
- 鶴見駅、新子安駅、東神奈川駅または川崎駅以遠（蒲田駅または尻手駅方面）、国道駅以遠（鶴見小野駅方面）もしくは大口駅以遠（菊名駅方面）の各駅と、新川崎駅、西大井駅または武蔵小杉駅以遠（武蔵中原駅または向河原駅方面）の各駅との相互間（鶴見駅・横浜駅間、新子安駅・横浜駅間、東神奈川駅・横浜駅間）
- 武蔵白石駅または浜川崎駅以遠（小田栄駅または昭和駅方面）の各駅と、大川駅との相互間（武蔵白石駅・安善駅間）
- 今宮駅または芦原橋駅以遠（大正駅方面）の各駅と、JR難波駅との相互間（今宮駅・新今宮駅間）
- 宇多津駅以遠（丸亀駅方面）の各駅と児島駅以遠の各駅との相互間（宇多津駅・坂出駅間）

## 特定都区市内等における折返し乗車等の特例
- 旅客営業規則第160条の3[注 3][1]では、特定都区市内発着又は東京山手線内発着となる普通乗車券を所持する旅客が列車に乗り継ぐため、同区間内の一部が復乗となる場合は、当該区間の区間外乗車をすることができる。
  - 例：「岡山駅から東京都区内まで（新幹線経由）」の普通乗車券で、岡山駅から東京駅まで新幹線に乗車し、東京駅から有楽町駅まで普通列車に乗車する場合、本特例が適用される（東京駅・有楽町駅間は東海道本線を折返し乗車することになるが、同区間を区間外乗車することが可能）。
- 同条2項では、横浜市内発着の乗車券で、鶴見駅・武蔵小杉駅間を区間外乗車できること[4]、また、大阪市内発着の乗車券で、塚本駅・加島駅間（尼崎駅経由）および加美駅・新加美駅間（久宝寺駅経由）を区間外乗車できることが定められている。

## 分岐駅通過列車に対する区間外乗車の取扱いの特例
いわゆる「分岐駅通過の特例」である。
旅客営業規則第160条の4は、列車が次の左側の駅を通過するため左側の駅と右側の駅との間を折り返し乗車する場合は、当該区間内において途中下車をしない限り、旅客は別運賃を要さずに、当該区間の区間外乗車をすることができることを定めている。なお、定期券の場合は本特例は適用されない。
- 例：「旭川駅から新札幌駅まで（函館本線［白石駅］千歳線経由）」の普通乗車券で、旭川駅・札幌駅間を特急「カムイ」に乗り、札幌駅で普通列車に乗り換える場合は、本特例に基づき、白石駅と札幌駅の間を区間外乗車することができる （改札を出ない限り折り返し乗車をしてもよい）。なお、先乗列車または後乗列車のいずれか、もしくは両方が白石駅を通過する場合でなければ本特例は適用されない。

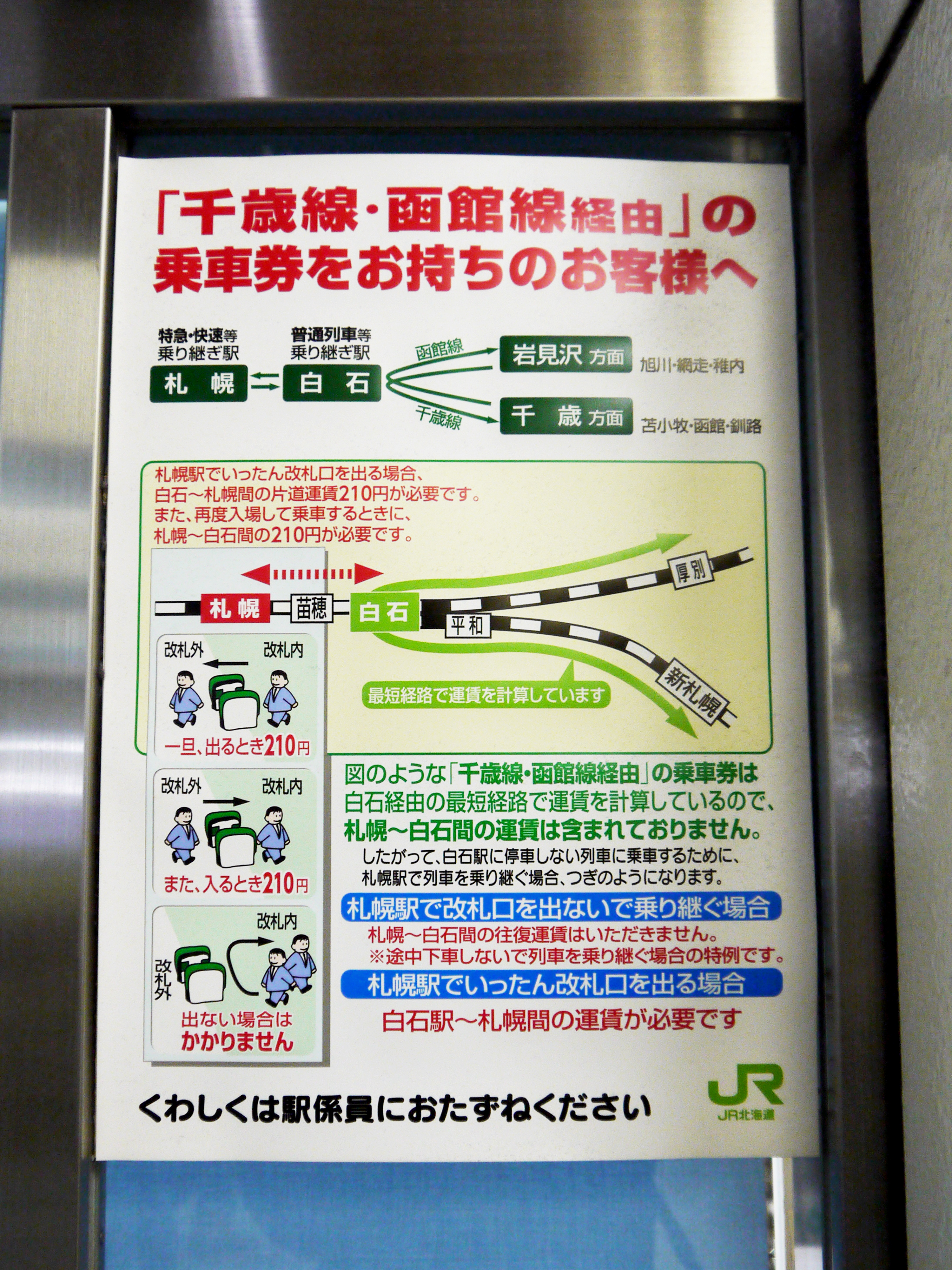
札幌駅に掲示されている「分岐駅通過の特例」を周知する掲示。千歳線（新札幌方面）から函館本線（岩見沢方面）に乗り継ぐ場合で、札幌駅で下車する時は、白石駅・札幌駅間の往復運賃が必要なことが掲示されている。

2024年（令和6年）現在、区間外乗車ができる区間は次の区間である。
- 東釧路駅・ 釧路駅間
- 新旭川駅・旭川駅間
- 白石駅・札幌駅間
- 桑園駅・札幌駅間
- 沼ノ端駅・苫小牧駅間
- 川部駅・弘前駅間
- 追分駅・秋田駅間
- 羽前千歳駅・山形駅間
- 北山形駅・山形駅間
- 安積永盛駅・郡山駅間
- 余目駅・酒田駅間
- 宮内駅・長岡駅間
- 宝積寺駅・宇都宮駅間
- 神田駅・東京駅間
- 代々木駅・新宿駅間
- 新前橋駅・高崎駅間
- 倉賀野駅・高崎駅間
- 東神奈川駅・横浜駅間
- 塩尻駅・松本駅間
- 金山駅・名古屋駅間
- 近江塩津駅・敦賀駅間
- 山科駅・京都駅間
- 新大阪駅・大阪駅間
- 尼崎駅・大阪駅間
- 東岡山駅・岡山駅間
- 倉敷駅・岡山駅間
- 備中神代駅・新見駅間
- 伯耆大山駅・米子駅間
- 宇多津駅・丸亀駅間
- 多度津駅・丸亀駅間
- 池谷駅・勝瑞駅間
- 佐古駅・徳島駅間
- 佃駅・阿波池田駅間
- 向井原駅・伊予市駅間
- 北宇和島駅・宇和島駅間
- 海田市駅・広島駅間 （三原駅以遠から広島駅間を新幹線利用する場合も含む）（※この特例適用しない乗車券も発売可能。下記参照）
- 横川駅・広島駅間
- 幡生駅・下関駅間
- 西小倉駅・小倉駅間 （※新幹線に乗車する場合は、下記参照）
- 吉塚駅・博多駅間 （※新幹線に乗車する場合は、下記参照）
- 久保田駅・佐賀駅間
- 城野駅・小倉駅間
- 浦上駅・長崎駅間[注 5]
- 宇土駅・熊本駅間
- 田吉駅・南宮崎駅間

### 海田市駅・広島駅間の取扱い
旅客営業規則第160条の5は、「矢野駅以遠（坂駅方面）の各駅と三原駅以遠（糸崎駅方面）の各駅相互間を乗車する旅客が、新幹線に乗車（広島駅・東広島駅間を除く） する場合は、規則第16条の2第2項の規定にかかわらず、三原駅・広島駅間を同一の線路とみなして、広島駅・海田市駅間において、途中下車をしない限り、別に旅客運賃を収受しないで当該区間について乗車券面の区間外乗車の取扱いをすることができる。」と定めている。これにより、この区間の分岐駅通過を行う場合、通常は本特例が適用される。
- 例：「岡山駅から呉駅まで（新幹線［海田市駅］呉線経由）[注 7]」の普通乗車券では、海田市駅から広島駅までの区間で、本特例が適用される。この場合、広島駅で途中下車できない（運賃計算距離：174.9km）。

一方、旅客営業規則第16条の2第2項では三原駅・広島駅間は新幹線と在来線を別線扱いすると定めている。このため、分岐駅通過の特例を使わずに乗車券を購入することが可能である。
- 例：「岡山駅から[呉駅まで（新幹線［広島駅］山陽本線［海田市駅］呉線経由）」の普通乗車券では、分岐駅通過の特例が適用されない。このため、広島駅で途中下車することができる（運賃計算距離：187.7km）。

### 小倉駅・博多駅間の取扱い
この区間は、旅客営業規則第16条の3に基づき、新幹線と在来線は別線扱いである。しかしながら、旅客営業取扱基準規程第43条の2により、以下に掲げる各駅相互間を乗車する旅客が新幹線（小倉駅・博多駅間）に乗車する場合、西小倉駅・小倉駅間又は吉塚駅・博多駅間において途中下車ができないものの、当該区間の営業キロを除いた乗車券を購入することができる。この場合、旅客営業取扱基準規程第151条の3に基づき、分岐駅通過の特例が適用される（旅客営業取扱基準規程第43条の2および第151条の3第2項）。
1. 南小倉駅以遠（城野駅方面）の各駅と博多南駅又は博多駅以遠（竹下駅又は新鳥栖駅方面）の各駅相互間
2. 柚須駅以遠（原町駅方面）の各駅と小倉駅以遠（門司駅又は新下関駅方面）の各駅相互間
3. 南小倉駅以遠（城野駅方面）の各駅と柚須駅以遠（原町駅方面）の各駅相互間

## 特定列車による折返し区間外乗車の取扱いの特例
これは、旅客営業規則第160条の6、第172条の2および第175条の2に基づくものである。当該区間を折り返して運転する直通列車に乗車する場合、旅客は同区間の運賃・料金を要さずに乗車することができる。
- 例：「大分駅から博多駅まで（日豊本線［西小倉駅］鹿児島本線経由）」の普通乗車券および特急券で、大分駅から博多駅まで特急「ソニック」、「にちりんシーガイア」に乗車する場合。本特例に基づき、西小倉駅と小倉駅の間を区間外乗車することができる（当該区間を同じ列車で通過する場合に限る）。

当該区間は、次に掲げる区間である。なお、右に●が記された区間は、分岐駅通過列車に対する区間外乗車の取扱いの特例も適用される区間である。また、☆が記された区間は、特定の分岐区間に対する区間外乗車の取扱いの特例も適用される区間である。
- 2024年3月現在主な列車が運行されている区間（括弧内は主な列車）
  - 川部駅・弘前駅間（快速「リゾートしらかみ」など）●
  - 宇多津駅・高松駅間（特急「サンライズ瀬戸」が琴平駅まで延長運転される場合など）
  - 長門市駅・仙崎駅間（「○○のはなし」など[注 12]）
  - 幡生駅・下関駅間（「○○のはなし」など） ●
  - 西小倉駅・門司港駅間（「36ぷらす3」など[注 12]）
  - 西小倉駅・小倉駅間（特急「ソニック」など）●
  - 江北駅・肥前浜駅間（「36ぷらす3」など[注 12]）
- その他の区間
  - 白石駅・札幌駅間 ●
  - 北山形駅・山形駅間 ●[注 13]
  - 宮内駅・長岡駅間 ●
  - 日暮里駅・上野駅間 ☆
  - 金山駅・名古屋駅間 ●
  - 倉敷駅・岡山駅間 ●
  - 備中神代駅・新見駅間 ●

上記のように多数設定されているが、2024年（令和6年）現在定期列車があるのは、西小倉駅・小倉駅間のみである。

## 特定の列車による運賃・料金計算の特例
これは、旅客営業規則第70条の2および同条第2項に基づくものである。一般には、列車特定区間と呼ばれる。当該区間を直通する列車（一部は急行列車に限る）に乗車する場合には、途中下車しない限り、より短い経路の距離で運賃・料金を計算する。また、旅客営業規則第160条の7では、列車特定区間を含む乗車券で当該列車に乗車することができることを規定している。
- 例：特急「はまかぜ」を大阪駅から鳥取駅まで利用する場合、実際の乗車経路（東海道本線［神戸駅］山陽本線［姫路駅］播但線［和田山駅］山陰本線）の営業キロで運賃・料金を計算せず、本特例に基づく経路（東海道本線［尼崎駅］福知山線［福知山駅］山陰本線）の営業キロで運賃・料金を計算する。なお、尼崎・和田山間を同一急行列車で途中下車しない場合に限り、本特例は適用される（姫路駅など途中駅で下車する場合は、本特例は適用されない）。

当該区間は、次に掲げる区間である。
1. 赤羽駅以遠（川口駅方面）の各駅と池袋駅以遠（目白駅方面）の各駅との相互間を、東北本線および山手線経由で直通運転する列車に乗車するときは、赤羽線経由で運賃・料金を計算する。
  - 例えば、大宮駅から新宿駅まで特急「きぬがわ」に乗車する場合、本特例が適用される。なお、湘南新宿ライン系統の列車で電車大環状線を通過する（浦和駅以遠（大宮駅方面）の各駅と西大井駅以遠（武蔵小杉駅方面）の各駅相互間を乗車する）場合は、旅客営業規則第70条（東京付近の特定区間を通過する場合の特例）が適用される。
2. 代々木駅以遠（新宿駅方面）の各駅と錦糸町駅以遠（亀戸駅方面）の各駅との相互間を、山手線、東海道本線および総武本線経由で直通運転する急行列車に乗車するとき （特急「成田エクスプレス」など）は、中央本線および総武本線御茶ノ水駅・錦糸町駅間で運賃・料金を計算する。
  - 例えば、成田空港駅から新宿駅まで特急「成田エクスプレス」を利用する場合、本特例が適用される。
3. 岡谷駅以遠（下諏訪駅方面）の各駅と塩尻駅以遠（洗馬駅又は広丘駅方面）の各駅との相互間を中央本線（辰野駅経由）で直通運転する急行列車に乗車するときは、中央本線のみどり湖駅経由で運賃・料金を計算する。
  - 2024年（令和6年）現在、当該区間を通過する定期急行列車は存在しないが、2017年（平成29年）夏および2018年（平成30年）夏に運転の特急「木曽あずさ号」では、本特例が適用される[注 17]。
4. 尼崎駅以遠（塚本駅方面）の各駅と和田山駅以遠（養父駅方面）の各駅との相互間を、山陽本線、播但線および山陰本線経由で直通運転する急行列車に乗車するとき （特急「はまかぜ」など）は、 東海道本線、福知山線および山陰本線経由で運賃・料金を計算する。
  - この特例により、播但線経由の特急「はまかぜ」を利用しても、福知山線経由の特急「こうのとり」を利用した場合と運賃・料金に差は生じない。
5. 赤羽駅以遠（川口駅または北赤羽駅方面）の各駅と品川駅との相互間および、品川駅以遠（大井町駅または西大井駅方面）の各駅と赤羽駅との相互間を、東北本線および山手線経由で直通運転する列車に乗車するときは、東北本線および東海道本線経由で運賃・料金を計算する。

窓口や指定席券売機で当該列車の特急券と同時に乗車券を購入する場合、旅客からの申し出がなくても本特例が適用されるようになっている。

## 特定の駅による区間外乗車の取扱いの特例
偕楽園駅は上り列車が全て通過する関係で、以下の区間を区間外乗車することができる。2023年2月11日より。
- 偕楽園駅発赤塚駅以遠（内原駅方面）各駅着の乗車券で、偕楽園駅・水戸駅間の区間外乗車
- 水戸駅以遠（勝田駅または常陸青柳駅方面）各駅発偕楽園駅着の乗車券で、赤塚駅・偕楽園駅間の区間外乗車

かつては、新垂井駅や楓駅についても同様の規則が設けられていた。ともに旅客駅としての営業が終了したことに伴い消滅。

## 旅客が区間外乗車中に下車を希望する場合
旅客が区間外の駅で下車を希望する場合、当該区間の運賃は別途必要になる（原券が下車前途無効の場合は区間変更の取扱いとなる）。このため、旅客は当該区間の往復の旅客運賃（料金）を支払わなければならない。

### 復路専用乗車券
上記の理由により、一部駅では復路専用乗車券を常備している。これは、旅客が往路の出場時に復路の運賃も支払うために一部駅で発売されているものである。

## 大都市近郊区間内相互発着の区間外乗車
旅客営業規則第160条の2および第160条の4第2項より、第156条第2号に定められた大都市近郊区間を、第157条第2項に基づく選択乗車をする場合（いわゆる大回り乗車など）、これらの特例が適用されることがある。このため、大都市近郊区間内相互発着でありながら、同じ駅を2度以上経由することがある。詳細は、大都市近郊区間 (JR)#大都市近郊区間と他の運賃制度の特例を参照されたい。

## JR以外の区間外乗車
JR以外の鉄道事業者でも類似した制度を定め、旅客の利便性を図っている場合がある。
東武鉄道
- 合戦場駅以北の日光線と宇都宮線を乗り継ぐ場合で新栃木駅を通過する列車を利用する場合、新栃木駅 - 栃木駅間の運賃は不要である。

小田急電鉄
- 小田急相模原以西の小田原線と江ノ島線を乗り継ぐ場合で、町田駅発着の特急券（新宿駅 - 町田駅間を除く）を利用する場合、町田駅 - 相模大野駅 - 相模大野分岐点間の運賃は不要である[11]。

名古屋鉄道
- 枇杷島分岐点以西の名古屋本線と犬山線を乗り継ぐ場合で、東枇杷島駅と栄生駅を通過する列車を利用する場合、枇杷島分岐点[注 21] - 栄生駅または名鉄名古屋駅間の運賃は不要である[注 22]。
- 名古屋本線豊橋方面と常滑線中部国際空港方面とを直通する列車に乗車する場合、折返しで重複乗車となる神宮前駅 - 金山駅間は区間外乗車として扱われるため運賃は不要である[12]。これは豊橋 - 中部国際空港間の直通特急が設定された際に新設された特例であるが、現在は同系統の消滅により特例が適用される運用は存在しない。

近畿日本鉄道
- 俊徳道駅以東の大阪線と奈良線を乗り継ぐ場合で、定期乗車券以外で布施駅を通過する列車を利用する場合、布施駅 - 鶴橋駅間の運賃は不要である[13]。定期乗車券では「鶴橋経由」「大阪上本町経由」の指定が可能であり、そのような指定のない定期券では布施乗り換えで利用する必要がある。
- 観光特急「あをによし」に、大和西大寺駅 - 近鉄奈良駅間を折返し運行する区間にまたがって乗車する場合、当該区間の特急料金・運賃は不要である[14]。

阪神電気鉄道
- 杭瀬駅以東の阪神本線と阪神なんば線を乗り継ぐ場合で、大物駅を通過する列車を利用する場合、定期乗車券以外は大物駅 - 尼崎駅間の運賃は不要である。大阪梅田駅 - 杭瀬駅を発着駅とする定期乗車券を購入する場合、尼崎駅経由もしくは大物駅経由かを選ぶことができ、大物駅経由の定期乗車券の場合、当該区間を折り返す場合は大物駅 - 尼崎駅間の往復運賃が必要である[15]。

南海電気鉄道
- 粉浜駅以南の南海本線と帝塚山駅以南の高野線を乗り継ぐ場合、岸里玉出駅 - 天下茶屋駅間の運賃は不要である[注 23]。
- 和歌山大学前駅以北の南海本線と加太線を乗り継ぐ場合、紀ノ川駅 - 和歌山市駅間の運賃は不要である[注 24]。

福井鉄道
- 福武線の列車に福井駅停留場に立ち寄る列車（福井駅停留場 - 福井城址大名町停留場間が折返し運転となる）と立ち寄らない列車があるが[16]、両列車で運賃が異なることはない[17]。